# Serie B 2004-2005 (calcio a 5)
Il quindicesimo campionato di serie B, il settimo di terzo livello, si è svolto tra il 25 settembre 2004 e il 23 aprile 2005, prolungandosi fino all'11 giugno 2005 con la disputa delle partite di spareggio. Al termine della stagione regolare sono promosse in serie A2 le formazioni vincitrici dei sei gironi, mentre le ultime tre classificate retrocedono in serie C1. 
Per ogni girone le formazioni piazzatesi al decimo e all'undicesimo posto si affrontano tra loro in una fase a eliminazione diretta, basata su gare di andata e di ritorno, per decretare altre sei retrocessioni. 
Le squadre classificatesi al secondo e al terzo posto di ogni girone accedono ai play-off, che coinvolgono anche le formazione classificatesi all'undicesimo e al dodicesimo posto dei due gironi di serie A2. Divise in due raggruppamenti (le società del girone A di serie A2 con quelle dei gironi A, B e C di serie B, mentre le società del girone B di serie A2 con quelle dei gironi D, E e F di serie B), le squadre si affrontano in tre fasi ad eliminazione diretta basate su gare di andata e di ritorno, per assegnare gli ultimi due posti disponibili alla prossima edizione del campionato di serie A2.

## Girone A

### Partecipanti
Il girone A comprende otto società provenienti dalla Lombardia, tre dal Piemonte e una ciascuna da Liguria, Toscana e Valle d'Aosta. Alle squadre già presenti nella precedente edizione si è aggiunto il Real Torino vincitore dei play-off nazionali di serie C nonché le vincitrici dei rispettivi campionati regionali ovvero San Lorenzo della Costa e Bergamo Football Five (diventato durante l'estate "Bergamo Calcetto"). Il capoluogo orobico è stato interessato per la prima volta da un derby cittadino in quanto è retrocesso nella stessa categoria il Bergamo Calcio a 5. La Virtus Brescia, anch'essa proveniente dalla serie A2 ha rinunciato all'iscrizione in Serie B, ripartendo dal campionato regionale di serie C2. Il Gruppo Sportivo Torinese (vincitore della serie C1 unica di Piemonte e Valle d'Aosta) è stato assorbito dal Real Dayco Cesana così come il Karmaland, confluito nel Piemonte C5. Al loro posto sono state ripescate la Domus Bresso (giunta seconda nella serie C1 della Lombardia) e il retrocesso Cornaredo (nuova denominazione della "Polisportiva Antares"). L'organico è completato dallo spostamento di girone del Massa C5 e dal Real Milan che ha rilevato il titolo sportivo della Bramante Seregno.

### Classifica
|  | Pos. | Squadra                 | Pt | G  | V  | N | P  | GF  | GS  | DR  |
|  | ---- | ----------------------- | -- | -- | -- | - | -- | --- | --- | --- |
|  | 1.   | Real Cesana             | 68 | 26 | 22 | 2 | 2  | 130 | 48  | +82 |
|  | 2.   | Real Torino             | 58 | 26 | 19 | 1 | 6  | 149 | 85  | +64 |
|  | 3.   | Piemonte                | 56 | 26 | 18 | 2 | 6  | 141 | 96  | +45 |
|  | 4.   | Aosta                   | 55 | 26 | 17 | 4 | 5  | 98  | 64  | +34 |
|  | 5.   | Interfive Vigevano      | 50 | 26 | 16 | 2 | 8  | 151 | 90  | +60 |
|  | 6.   | Gordona                 | 41 | 26 | 13 | 2 | 11 | 119 | 107 | +12 |
|  | 7.   | San Lorenzo della Costa | 33 | 26 | 10 | 3 | 13 | 90  | 110 | -20 |
|  | 8.   | Toniolo Milano          | 31 | 26 | 9  | 4 | 13 | 110 | 103 | +7  |
|  | 9.   | Real Milan              | 28 | 26 | 8  | 4 | 14 | 102 | 136 | -34 |
|  | 10.  | Bergamo                 | 27 | 26 | 8  | 3 | 15 | 92  | 110 | -18 |
|  | 11.  | Domus Bresso            | 25 | 26 | 6  | 7 | 13 | 76  | 119 | -43 |
|  | 12.  | Antares                 | 23 | 26 | 6  | 5 | 15 | 91  | 133 | -42 |
|  | 13.  | Bergamo Calcetto        | 17 | 26 | 4  | 5 | 17 | 93  | 142 | -49 |
|  | 14.  | Massa                   | 12 | 26 | 4  | 0 | 22 | 68  | 166 | -98 |

### Verdetti finali
- Real Cesana promosso in serie A2 2005-06.
- Bergamo Calcetto, Cornaredo e Massa retrocessi nei campionati regionali.
- Real Milan, Piemonte e Real Torino non iscritti al campionato di serie B 2005-06.
- Bergamo retrocesso dopo i play-out ma successivamente ripescato.

## Girone B

### Partecipanti
Il girone B comprende cinque società provenienti dalla Toscana, tre dal Veneto e altrettante dall'Emilia-Romagna, due dal Trentino-Alto Adige e una sola dal Friuli-Venezia Giulia. Rispetto alla precedente edizione sono state ammesse le vincitrici dei rispettivi campionati regionali ovvero Associazione Club (con sede a Castel San Pietro), Libertas La Grolla (prima compagine bolzanina ad approdare in un campionato nazionale di calcio a 5), Poggibonsese, Telecom Broccardo Thiene, oltre al Bologna Football Five vincitrice dei play-off nazionali. Nell'organico non figurano Cornedo e Verona, ripescate in serie A2 e l'Internazionale Gorizia. La compagine friulana, erede della storica ITA Palmanova, pur avendo vinto il proprio campionato di serie C ha rinunciato a iscriversi a qualsiasi campionato FIGC. Al loro posto sono state ripescate Bubi Merano e Castelli Montecchio, mentre il Reggio Emilia C5 proviene dal girone A.

### Classifica
|  | Pos. | Squadra            | Pt | G  | V  | N | P  | GF  | GS  | DR  |
|  | ---- | ------------------ | -- | -- | -- | - | -- | --- | --- | --- |
|  | 1.   | Atlante Grosseto   | 59 | 26 | 19 | 2 | 5  | 144 | 71  | +73 |
|  | 2.   | Dese               | 58 | 26 | 18 | 4 | 4  | 181 | 110 | +71 |
|  | 3.   | Thiene             | 43 | 26 | 13 | 4 | 9  | 113 | 101 | +12 |
|  | 4.   | Montecchio         | 40 | 26 | 12 | 4 | 10 | 138 | 112 | +26 |
|  | 5.   | Poggibonsese       | 38 | 26 | 12 | 2 | 12 | 125 | 113 | +12 |
|  | 6.   | Bologna FF         | 38 | 26 | 11 | 5 | 10 | 111 | 113 | -2  |
|  | 7.   | Reggio Emilia      | 37 | 26 | 11 | 4 | 11 | 120 | 121 | -1  |
|  | 8.   | Libertas La Grolla | 35 | 26 | 10 | 5 | 11 | 111 | 138 | -27 |
|  | 9.   | Livorno 94         | 35 | 26 | 11 | 2 | 13 | 116 | 134 | -18 |
|  | 10.  | Bubi Merano        | 31 | 26 | 10 | 1 | 15 | 104 | 119 | -15 |
|  | 11.  | Isolotto           | 28 | 26 | 8  | 4 | 14 | 93  | 112 | -19 |
|  | 12.  | IGP Pisa           | 27 | 26 | 8  | 4 | 14 | 108 | 164 | -56 |
|  | 13.  | Manzano            | 26 | 26 | 7  | 5 | 14 | 102 | 138 | -36 |
|  | 14.  | Ass. Club          | 22 | 26 | 6  | 4 | 16 | 83  | 115 | -32 |

### Verdetti finali
- Atlante Grosseto promossa in serie A2 2005-06.
- Associazione Club, IGP Pisa e, dopo i play-out, Bubi Merano retrocesse nei campionati regionali.
- Livorno 94 e Reggio Emilia non iscritte al campionato di serie B 2005-06.
- Manzano retrocessa ma successivamente ripescata.

## Girone C

### Partecipanti
Il girone C comprende sette società provenienti dalle Marche, quattro dall'Umbria e tre dall'Emilia-Romagna. La composizione del girone è molto simile a quello della precedente edizione infatti le uniche novità sono rappresentate dalla vincitrici dei campionati regionali di Marche e Umbria ovvero il San Severino e la formazione perugina dei Buskers C5, oltre al ripescato Magione, giunto fino alle finali nazionali dei play-off di serie C. Anche la Polizia Penitenziaria e il Rimini, retrocesse sul campo, sono state ripescate a completamento dell'organico.

### Classifica
|  | Pos. | Squadra               | Pt | G  | V  | N | P  | GF  | GS  | DR   |
|  | ---- | --------------------- | -- | -- | -- | - | -- | --- | --- | ---- |
|  | 1.   | Imola                 | 66 | 26 | 21 | 3 | 2  | 161 | 65  | +96  |
|  | 2.   | Montesicuro           | 64 | 26 | 21 | 1 | 4  | 146 | 74  | +72  |
|  | 3.   | Palextra Fano         | 58 | 26 | 18 | 4 | 4  | 111 | 55  | +56  |
|  | 4.   | Sangiorgese           | 50 | 26 | 16 | 2 | 8  | 117 | 92  | +25  |
|  | 5.   | Coar Orvieto          | 42 | 26 | 13 | 3 | 10 | 98  | 93  | +5   |
|  | 6.   | Forlì                 | 40 | 26 | 13 | 1 | 12 | 90  | 89  | +1   |
|  | 7.   | Magione               | 38 | 26 | 12 | 2 | 12 | 110 | 92  | +18  |
|  | 8.   | Ascoli                | 38 | 26 | 12 | 2 | 12 | 115 | 109 | +6   |
|  | 9.   | Castelbellino         | 35 | 26 | 11 | 2 | 13 | 110 | 121 | -11  |
|  | 10.  | Polizia Penitenziaria | 35 | 26 | 11 | 2 | 13 | 112 | 110 | +2   |
|  | 11.  | San Severino          | 29 | 26 | 9  | 2 | 15 | 99  | 120 | -21  |
|  | 12.  | Fano                  | 20 | 26 | 6  | 2 | 18 | 109 | 168 | -59  |
|  | 13.  | Buskers PG            | 10 | 26 | 3  | 1 | 22 | 64  | 154 | -90  |
|  | 14.  | Rimini                | 7  | 26 | 2  | 1 | 23 | 41  | 141 | -100 |

### Verdetti finali
- Imola promosso in serie A2 2005-06.
- Buskers e Rimini retrocesse nei campionati regionali.
- Ascoli non iscritto al campionato di serie B 2005-06.
- Alma Juventus Fano e, dopo i play-out, San Severino retrocessi ma successivamente ripescati.

## Girone D

### Partecipanti
Il girone D comprende otto formazioni pugliesi, quattro abruzzesi e due molisane. Alle società già presenti nella scorsa edizione si sono aggiunte l'Azzurri Conversano, impostasi nei play-off nazionali di serie C, la Polisportiva Këmarin (squadra della minoranza arbëreshë di Campomarino) e il Sipontum vincitori dei rispettivi campionati regionali ma non il Città di Avezzano che dopo aver vinto la serie C abruzzese non ha presentato domanda di iscrizione a nessun campionato FIGC. L'organico è completato dai ripescaggi del Modugno, retrocesso in seguito alla sconfitta nei play-out e del Giovinazzo.

### Classifica
|  | Pos. | Squadra            | Pt | G  | V  | N | P  | GF  | GS  | DR   |
|  | ---- | ------------------ | -- | -- | -- | - | -- | --- | --- | ---- |
|  | 1.   | Bisceglie          | 60 | 26 | 19 | 3 | 4  | 141 | 54  | +87  |
|  | 2.   | Polignano          | 58 | 26 | 18 | 4 | 4  | 137 | 85  | +52  |
|  | 3.   | Marina CSA         | 53 | 26 | 17 | 2 | 7  | 99  | 76  | +23  |
|  | 4.   | Modugno            | 51 | 26 | 16 | 3 | 7  | 132 | 95  | +37  |
|  | 5.   | Sport Five         | 44 | 26 | 14 | 2 | 10 | 143 | 90  | +53  |
|  | 6.   | Città di Chieti    | 40 | 26 | 13 | 1 | 12 | 128 | 122 | +6   |
|  | 7.   | Pro Calcetto       | 39 | 26 | 13 | 1 | 12 | 94  | 76  | +18  |
|  | 8.   | Azzurri Conversano | 33 | 26 | 10 | 3 | 13 | 96  | 106 | -10  |
|  | 9.   | Sipontum           | 32 | 26 | 10 | 2 | 14 | 78  | 112 | -34  |
|  | 10.  | Venafro            | 31 | 26 | 10 | 1 | 15 | 97  | 108 | -11  |
|  | 11.  | Giovinazzo         | 30 | 26 | 9  | 3 | 14 | 109 | 136 | -27  |
|  | 12.  | Barletta           | 27 | 26 | 8  | 3 | 15 | 127 | 147 | -20  |
|  | 13.  | Vigor Guardiagrele | 21 | 26 | 6  | 3 | 17 | 77  | 140 | -63  |
|  | 14.  | Këmarin            | 9  | 26 | 2  | 3 | 21 | 94  | 205 | -111 |

### Verdetti finali
- Bisceglie promosso in serie A2 2005-06.
- Polisportiva Këmarin, Vigor Guardiagrele e, dopo i play-out, Venafro retrocessi nei campionati regionali.
- Barletta retrocesso ma successivamente ripescato.
- Fusione tra Città di Chieti e Vigor Guardiagrele. La nuova società assume la denominazione Polisportiva Fabio Polidoro.

## Girone E

### Partecipanti
Il girone E comprende quattro società provenienti dalla Sardegna e dieci dal Lazio, di cui quattro romane. L'organico è composto da cinque formazioni già presenti nell'edizione precedente, a cui si sono aggiunte il CUS Viterbo retrocesso dalla serie A2, l'Aurelia Nordovest, vincitrice sia della serie C1 laziale sia della Coppa Italia di Serie C, e la Mediterranea Carbònia, impostasi nel massimo campionato regionale della Sardegna. L'Ostia è stato ripescato in serie A2 mentre il Cagliari Calcetto, retrocesso da questa categoria, si è fuso con l'A.T.S. Calcetto Quartu dando vita all'"A.T.S. Cagliari". A completamento dell'organico sono state ripescate lo Sporting Costa di Sopra e il Boemia Edilproget, entrambe sconfitte nelle fasi finali dei play-off di serie C1, e il retrocesso Ceccano. Il TC Garden assume la denominazione F.C. Cinecittà C5; infine Ariccia e Futsal Urbetevere C5 rilevano rispettivamente il titolo sportivo di Albano e Villa Aurelia Virtus Roma.

### Classifica
|  | Pos. | Squadra               | Pt | G  | V  | N | P  | GF  | GS  | DR  |
|  | ---- | --------------------- | -- | -- | -- | - | -- | --- | --- | --- |
|  | 1.   | Cinecittà             | 58 | 26 | 18 | 4 | 4  | 141 | 73  | +68 |
|  | 2.   | ATS Quartu            | 58 | 26 | 18 | 4 | 4  | 129 | 77  | +52 |
|  | 3.   | Forte Colleferro      | 53 | 26 | 17 | 2 | 7  | 117 | 73  | +44 |
|  | 4.   | Aurelia Nordovest     | 52 | 26 | 15 | 7 | 4  | 114 | 76  | +38 |
|  | 5.   | Ariccia               | 42 | 26 | 13 | 3 | 10 | 82  | 76  | +6  |
|  | 6.   | Pro Capoterra         | 41 | 26 | 13 | 2 | 11 | 98  | 108 | -10 |
|  | 7.   | Urbetevere            | 41 | 26 | 13 | 2 | 11 | 92  | 101 | -7  |
|  | 8.   | Velletri              | 41 | 26 | 13 | 2 | 11 | 105 | 102 | +3  |
|  | 9.   | Ceccano               | 38 | 26 | 11 | 5 | 10 | 86  | 75  | +11 |
|  | 10.  | CUS Viterbo           | 34 | 26 | 11 | 1 | 14 | 102 | 106 | -4  |
|  | 11.  | Boemia Edilproget     | 25 | 26 | 7  | 4 | 15 | 81  | 102 | -21 |
|  | 12.  | Mediterranea Carbònia | 16 | 26 | 5  | 1 | 20 | 61  | 106 | -45 |
|  | 13.  | Costa di Sopra        | 13 | 26 | 3  | 4 | 19 | 62  | 131 | -69 |
|  | 14.  | Pomezia               | 12 | 26 | 3  | 3 | 20 | 64  | 128 | -64 |

### Verdetti finali
- Cinecittà e, dopo i play-off, Forte Colleferro promossi in serie A2 2005-06.
- Costa di Sopra, Mediterranea Carbònia e, dopo i play-out, Boemia Edilproget retrocessi nei campionati regionali.
- ATS Cagliari ripescata in serie A2.
- Ariccia rileva il titolo sportivo del Genzano, acquisendo il diritto di partecipare alla serie A2 2005-06.
- CUS Viterbo e Urbetevere non iscritti al campionato di serie B 2005-06.
- Pomezia retrocesso in serie C1 ma successivamente ripescato.

## Girone F

### Partecipanti
Il girone F comprende nove società campane, tre siciliane, due lucane e una sola calabrese ovvero il neopromosso Mediocrati C5 con sede a Bisignano. Le altre società vincitrici dei campionati regionali sono la Barrese, espressione del quartiere Barra di Napoli, la Libertas Scanzano impostasi nel campionato della Basilicata e il Città di Corleone vincitore della serie C1 siciliana. A queste si aggiunge il Città di Gragnano vincitrice dei play-off nazionali di serie C. Nessuna delle squadre retrocesse dalla serie A2 si è iscritta alla categoria: il Pagani Futsal ha ceduto il proprio titolo al Real Scafati, l'Olimpia Ischia è ripartita dal campionato regionale di serie C1 mentre la Casertana ha cessato l'attività. Anche la Maestrelli C5 e il Viagrande hanno rinunciato all'iscrizione al campionato, ripartendo dalle categorie regionali; al loro posto sono state ripescate Libertas Real Matera e Regalbuto, entrambe giunte alle fasi nazionali dei precedenti play-off di serie C.

### Classifica
|                                          | Pos. | Squadra      | Pt | G  | V  | N | P  | GF  | GS  | DR   |
| ---------------------------------------- | ---- | ------------ | -- | -- | -- | - | -- | --- | --- | ---- |
| Vincitrice della Coppa Italia di Serie B | 1.   | Pro Scicli   | 68 | 26 | 22 | 2 | 2  | 140 | 49  | +91  |
|                                          | 2.   | Napoli Nord  | 66 | 26 | 21 | 3 | 2  | 94  | 41  | +53  |
|                                          | 3.   | Barrese      | 48 | 26 | 15 | 3 | 8  | 116 | 87  | +29  |
|                                          | 4.   | Napoli Five  | 45 | 26 | 13 | 6 | 7  | 119 | 83  | +36  |
|                                          | 5.   | Marigliano   | 44 | 26 | 13 | 5 | 8  | 126 | 107 | +19  |
|                                          | 6.   | Forio        | 41 | 26 | 13 | 2 | 11 | 84  | 103 | -19  |
|                                          | 7.   | Gragnano     | 38 | 26 | 11 | 5 | 10 | 87  | 92  | -5   |
|                                          | 8.   | Afragola     | 34 | 26 | 11 | 1 | 14 | 92  | 96  | -4   |
|                                          | 9.   | Mediocrati   | 34 | 26 | 10 | 4 | 12 | 100 | 118 | -18  |
|                                          | 10.  | Corleone     | 33 | 26 | 10 | 3 | 13 | 82  | 85  | -3   |
|                                          | 11.  | Regalbuto    | 26 | 26 | 7  | 5 | 14 | 85  | 93  | -8   |
|                                          | 12.  | Real Matera  | 26 | 26 | 8  | 2 | 16 | 95  | 139 | -44  |
|                                          | 13.  | Real Scafati | 19 | 26 | 5  | 4 | 17 | 87  | 106 | -19  |
|                                          | 14.  | Scanzano     | 1  | 26 | 1  | 0 | 25 | 87  | 195 | -108 |

### Verdetti finali
- Pro Scicli promossa in serie A2 2005-06.
- Libertas Scanzano, Libertas Real Matera e Real Scafati retrocesse nei campionati regionali.
- Regalbuto retrocesso dopo i play-out ma successivamente ripescata.
- Città di Corleone rinuncia al campionato di serie B 2005-06, iscrivendosi ai campionati regionali.
- Vesevo rileva il titolo del Vico Equense acquisendo il diritto di partecipare alla serie A2 2005-06.

## Play-out Serie A2 / Play-off Serie B

### Girone A
|  | Quarti di finale | Quarti di finale | Quarti di finale | Quarti di finale | Quarti di finale |  |  | Semifinali  | Semifinali  | Semifinali | Semifinali | Semifinali |   |       | Finale   | Finale   | Finale | Finale | Finale |  |
|  |                  |                  |                  |                  |                  |  |  |             |             |            |            |            |   |       |          |          |        |        |        |  |
|  | B                | Piemonte (dts)   | 2                | 5                | 7                |  |  |             |             |            |            |            |   |       |          |          |        |        |        |  |
|  | A2               | Petrarca         | 5                | 1                | 6                |  |  | Piemonte    | Piemonte    | 4          | 5          | 9          |   |       |          |          |        |        |        |  |
|  | B                | Montesicuro      | 5                | 5                | 10               |  |  | Dese        | Dese        | 1          | 6          | 7          |   |       |          |          |        |        |        |  |
|  | B                | Dese             | 7                | 6                | 13               |  |  |             |             |            |            |            |   |       | Piemonte | Piemonte | 3      | 4      | 7 (7)  |  |
|  | B                | Thiene           | 4                | 5                | 9                |  |  |             |             | Aymavilles | Aymavilles | 4          | 5 | 9 (8) |          |          |        |        |        |  |
|  | B                | Real Torino      | 8                | 5                | 13               |  |  | Real Torino | Real Torino | 4          | 2          | 6          |   |       |          |          |        |        |        |  |
|  | B                | Palextra Fano    | 1                | 3                | 4                |  |  | Aymavilles  | Aymavilles  | 3          | 4          | 7          |   |       |          |          |        |        |        |  |
|  | A2               | Aymavilles       | 3                | 4                | 7                |  |  |             |             |            |            |            |   |       |          |          |        |        |        |  |

### Girone B
|  | Quarti di finale | Quarti di finale | Quarti di finale | Quarti di finale | Quarti di finale |  |  | Semifinali       | Semifinali       | Semifinali   | Semifinali   | Semifinali |   |   | Finale           | Finale           | Finale | Finale | Finale |  |
|  |                  |                  |                  |                  |                  |  |  |                  |                  |              |              |            |   |   |                  |                  |        |        |        |  |
|  | B                | Forte Colleferro | 1                | 3                | 4                |  |  |                  |                  |              |              |            |   |   |                  |                  |        |        |        |  |
|  | B                | Napoli Nord      | 1                | 2                | 3                |  |  | Forte Colleferro | Forte Colleferro | 7            | 5            | 12         |   |   |                  |                  |        |        |        |  |
|  | B                | Marina CSA       | 2                | 2                | 4                |  |  | CUS Molise       | CUS Molise       | 0            | 5            | 5          |   |   |                  |                  |        |        |        |  |
|  | A2               | CUS Molise       | 7                | 8                | 15               |  |  |                  |                  |              |              |            |   |   | Forte Colleferro | Forte Colleferro | 3      | 3      | 6      |  |
|  | B                | ATS Quartu       | 1                | 4                | 5                |  |  |                  |                  | Divino Amore | Divino Amore | 3          | 1 | 4 |                  |                  |        |        |        |  |
|  | B                | Polignano        | 2                | 5                | 7                |  |  | Polignano        | Polignano        | 4            | 1            | 5          |   |   |                  |                  |        |        |        |  |
|  | B                | Barrese          | 3                | 4                | 7                |  |  | Divino Amore     | Divino Amore     | 2            | 5            | 7          |   |   |                  |                  |        |        |        |  |
|  | A2               | Divino Amore     | 2                | 6                | 8                |  |  |                  |                  |              |              |            |   |   |                  |                  |        |        |        |  |

## Play-out
| Squadra 1         | Totale | Squadra 2             | Andata | Ritorno |
| ----------------- | ------ | --------------------- | ------ | ------- |
| Domus Bresso      | 8 - 6  | Bergamo               | 3 - 2  | 5 - 5   |
| Isolotto          | 12 - 4 | Bubi Merano           | 7 - 2  | 5 - 2   |
| San Severino      | 7 - 13 | Polizia Penitenziaria | 3 - 3  | 4 - 10  |
| Giovinazzo        | 6 - 5  | Venafro               | 6 - 3  | 0 - 2   |
| Boemia Edilproget | 5 - 9  | CUS Viterbo           | 4 - 1  | 1 - 8   |
| Regalbuto         | 6 - 8  | Corleone              | 5 - 4  | 1 - 4   |

## Coppa Italia
La Final four di Coppa Italia è stata organizzata dalla società OMGM Imola e si è svolta il 21 e il 22 marzo 2005 presso la palestra Cavina di Imola. La manifestazione è stata vinta dalla Pro Scicli.
|  | Semifinali     | Semifinali     | Semifinali |            |           | Finale    | Finale | Finale |  |
|  |                |                |            |            |           |           |        |        |  |
|  | Cinecittà      | Cinecittà      | 6          |            |           |           |        |        |  |
|  | Cinecittà      | Cinecittà      | 6          |            |           |           |        |        |  |
|  | Toniolo Milano | Toniolo Milano | 5          |            |           |           |        |        |  |
|  | Toniolo Milano | Toniolo Milano | 5          |            | Cinecittà | Cinecittà | 2 (5)  |        |  |
|  |                |                |            |            | Cinecittà | Cinecittà | 2 (5)  |        |  |
|  |                |                | Pro Scicli | Pro Scicli | 2 (6)     |           |        |        |  |
|  | Imola          | Imola          | Pro Scicli | Pro Scicli | 2 (6)     | 1         |        |        |  |
|  | Imola          | Imola          |            |            |           |           |        |        |  |
|  | Pro Scicli     | Pro Scicli     | 4          |            |           |           |        |        |  |